# فروغ کریمی
فروغ کریمی جعفرزاده (زادهٔ ۱۳۳۴ تهران) موسیقی‌دان و نوازنده فلوت اهل ایران است.

## زندگی‌نامه
فروغ کریمی متولد ۱۳۳۴ در تهران است، در هنرستان ملی موسیقی زیر نظر «منوچهر منشی زاده» نواختن ساز فلوت را فرا گرفت. پس از دریافت دیپلم از این هنرستان، در هنرستان عالی موسیقی و در رشته فلوت تا دریافت دانشنامه لیسانس از محضر «یوهان ریستا» بهره گرفت. پس از گذراندن دوره‌ای در ایتالیا، از سال ۱۳۵۷ در وین، و در آکادمی موسیقی وین ادامه تحصیل داد و در رشته‌های تک نوازی فلوت و تعلیم و تربیت فارغ‌التحصیل شد. وی سولیست فلوت و کینوزولوگ در دانشگاه موسیقی و هنرهای نمایشی وین اتریش است.

## فعالیت‌ها
وی از زمان اقامت در ایران، تک نواز فلوت در ارکستر بانوان و نوازنده ارکستر انجمن جوانان دوستدار موسیقی ایران (ژونس موزیکال) بود. همچنین در وین با ارکستر مجلسی بانوان وین و ارکستر تئاتر (یوزف اشتادت) همکاری داشته‌است. فروغ کریمی از سال ۱۳۵۹ تا ۱۳۶۲ مدرس فلوت در مجموعه سازمان ملل در وین بوده‌است و در سال ۱۳۶۲ جایزه اول سمینار موسیقی وین را کسب کرد. از سال ۱۳۶۴ تا سال ۱۳۷۰ مدرس فلوت و هم نواز کنسرواتوار فرانتس شوبرت بود و از سال ۱۳۷۰ نیز استاد آکادمی موسیقی وین می‌باشد.
فروغ کریمی در سال ۱۳۸۳ از دانشکده موسیقی دانشگاه هنرهای زیبای وین مدرک پروفسوری خود را دریافت نمود و سال‌هاست که به‌عنوان پروفسور فلوت و روش آموزشی موزیک کینزولوژی در دانشگاه هنرهای زیبای وین به تدریس می‌پردازد. ایشان هر از چند گاهی نیز در داخل کشور مستر کلاس‌های فلوت برگزار می‌کنند.

## آثار مکتوب
وی دارای آثار متعددی در زمینه آموزش فلوت و کینزولوژی می‌باشند.